# Christian Gernigon
Christian Gernigon, né le 29 décembre 1949 à Saint-Nazaire en Loire-Inférieure, est un enseignant et un écrivain français, auteur de thriller.

## Biographie
Après avoir obtenu son baccalauréat en 1968, il suit des cours en classes préparatoires littéraires à Lille dès l’année suivante. Il choisit John Wain comme sujet de maîtrise et le rencontre en 1971. Celui-ci l'encourage à s'engager dans la voie de l'écriture. En 1974, il obtient une agrégation d'anglais. Depuis, il participe de la formation des enseignants.
Il publie son premier roman, Kilomètres immobiles en 1977 et obtient en 1986 le grand prix de littérature policière pour La Queue du scorpion. Ce roman qui se situe à New York est le début d'une série où l'action se déroule à chaque fois dans une grande ville étrangère, Moscou dans Le Sommeil de l'ours, Tokyo dans Le Sang du dragon, Istanbul dans La Nuit du destin, Berlin dans Berlinstrasse. Dans Le Jeu du diable, une famille gagne au loto mais l’action devient tragique avec l’enlèvement d’un enfant par un pédophile. H1N1 mélange terrorisme islamiste et guerre bactériologique.

## Œuvre

### Romans
- Kilomètres immobiles, Éditions Albin Michel, 1977
- La Mérule, Éditions Albin Michel, 1981
- La Queue du scorpion, Éditions Albin Michel, 1984, réédition France Loisirs, 1985, Le Livre de poche no 7511, 1986 (Grand prix de littérature policière 1986)
- Le Sommeil de l'ours, Éditions Albin Michel, 1992, réédition Le Livre de poche no 7626, 1994
- Le Sang du dragon, Série noire no 2402, 1995
- Le Jeu du diable, Éditions du Rocher, 1998
- La Nuit du destin, Série noire no 2505, 1998
- Berlinstrasse, Éditions Albin Michel, 2000, réédition Le Livre de poche no 17234, 2002
- Les Yeux du soupçon, Éditions Albin Michel 2001, réédition Le Livre de poche no 17304, 2003
- H1N1, Éditions Albin Michel, 2006

## Prix
- Grand prix de littérature policière 1986 pour La Queue du scorpion[1]

## Sources
- Claude Mesplède (dir.), Dictionnaire des littératures policières, vol. 1 : A - I, Nantes, Joseph K, coll. « Temps noir », 2007, 1054 p. (ISBN 978-2-910-68644-4, OCLC 315873251).
- Claude Mesplède, Les années "Série noire" bibliographie critique d'une collection policière, vol. 5 : 1982-1995, Amiens, Encrage, coll. « Travaux » (no 36), 2000.